# Dhuskee
Dhuskee – gaun wikas samiti we wschodniej części Nepalu w strefie Kośi w dystrykcie Sunsari. Według nepalskiego spisu powszechnego z 2001 roku liczył on 1476 gospodarstw domowych i 9580 mieszkańców (4735 kobiet i 4845 mężczyzn).